# Пезеккендорф
Пезеккендорф (нем. Peseckendorf) — община в Германии, в земле Саксония-Анхальт. 
Входит в состав района Бёрде. Подчиняется управлению Ошерслебен (Боде).  Население составляет 224 человека (на 31 декабря 2006 года). Занимает площадь 6,87 км².